# Coyote (système)
Une proposition de fusion est en cours entre Coyote System et [[préciser l’autre article en second paramètre ; conserver les deux noms dans le même ordre dans le bandeau de fusion de l’autre article.]].
Pour les articles homonymes, voir Coyote (homonymie).
Coyote est un système européen d'avertissement de la localisation de zone de danger par échange d'information entre les utilisateurs, au travers du réseau GSM, créé par la société Coyote System.
La technologie associe la géolocalisation en temps réel. Chaque conducteur se connecte à l'intelligence collective de la communauté pour déjouer les aléas de la route en signalant aux autres la présence d'un danger. Trois types d'alertes peuvent être signalés : dangers, sécurité et infos trafic.

## Historique
En 2003, Fabien Pierlot, jeune entrepreneur passionné d’automobile, crée Flash Info. À la manière de la CB (citizen-band), ce serveur vocal permet à une communauté de conducteurs solidaires de s’informer en temps réel de la position des radars par téléphone.
Prolongeant cette idée, Fabien Pierlot crée en 2005 la société Coyote, avec son associé Jean-Marc Van Laethem. Les deux fondateurs associent les technologies GSM et GPS pour créer un boîtier communicant basé sur un principe simple : qui mieux que les automobilistes pour signaler les aléas de la route ? Ils lancent les premiers avertisseurs de radars communautaires en Europe. En un an, la communauté d'utilisateurs rassemble 30 000 abonnés, essentiellement grâce au bouche à oreille[réf. nécessaire].
À partir de 2012, la société étend la nomenclature de ses alertes et dépose plusieurs brevets notamment pour la mise à jour communautaire des limitations de vitesse et pour la prévention de la somnolence au volant. En 2017, elle avoisine les 5 millions d'utilisateurs à travers l'Europe. En 2017, Coyote fait l'acquisition de la société Traqueur, spécialisée dans la gestion de flottes et la récupération de véhicules volés.
En 2020, Coyote ajoute une fonction d'avertissement à proximité des passages à niveau, en partenariat avec SNCF Réseau. Cette fonction est intégrée dans les nouveaux boitiers et logiciels
.

## Récompenses
Les technologies COYOTE SYSTEM ont été récompensées à de nombreuses reprises. Elles ont notamment reçu : 
- Le prix Frost & Sullivan Telematics en 2008[5]
- Le Trophée de la Décennie en 2015[6]
- Le Blue Ocean Awards en 2016 dans la catégorie Mentor[7]
- Le prix du Service Client de l'Année 2019 dans sa catégorie "aide à la conduite"[8]

## Communauté
La communauté Coyote compte 5 millions d'utilisateurs. Cette communauté parcourt plus de 870 millions de kilomètres chaque mois et remonte en moyenne 13 événements par seconde. Parmi les évènements déclarés par la communauté, 80 % sont des alertes de sécurité routière.

## Recherches et Développement
L'entreprise fonde son succès sur un modèle payant vertueux qui permet de financer l’innovation. La société consacre 5 % à 10 % de son chiffre d'affaires en R&D pour la recherche de nouveaux services.
En 2017, Coyote créé le Coyote Lab : un laboratoire destiné à la recherche et au développement de service de demain pour les conducteurs. Il se situe au Canada, dans la ville de Québec. Le Coyote Lab est membre leader de l’Unité Mixte de Recherche en Sciences Urbaine (UMRsu), qui regroupe des acteurs du milieu des affaires, de l’administration publique et du milieu universitaire. Cette plateforme agit à titre d’accélérateur d’innovation pour l’entreprise.

## Utilisation légale
Certifié NF Assistant d'Aide à la Conduite, Coyote est légal et approuvé par la sécurité routière dans plusieurs pays européens comme la France, la Belgique, l'Espagne, l'Italie et l'Allemagne.
Il est strictement interdit en Suisse, Autriche, en Bosnie, à Chypre, en Slovaquie, et en Turquie.

## Conformité en France

### Projet de loi 2011
Un projet de loi de mai 2011 visant à supprimer les avertisseurs de radar en France a obligé la société Coyote à ne plus signaler la position précise des radars (fixes et mobiles), mais de signaler les « zones dangereuses », équipées ou non, de radars (fixes ou mobiles).
Le 28 juillet 2011, les pouvoirs publics français et les représentants de l’industrie des avertisseurs de radars signent un protocole d’accord qui légalise la transformation des avertisseurs de radars en « assistants d’aide à la conduite ». Ces outils, qui se basent toujours sur un principe d’échange d’informations à la manière d’un réseau social, ne peuvent plus signaler la position précise des radars, mais sont autorisés à avertir de la présence de « zones de dangers ». Ces zones, d’une distance de 4 km sur autoroute, 2 km hors agglomération et 500 mètres en agglomération, peuvent contenir ou non un radar.

### Conformité en janvier 2012
Le 7 janvier 2012, une nouvelle mise à jour permet d'obtenir un certificat, garantissant que le système Coyote n'est pas un avertisseur de radar, mais une aide à la conduite (AAC), dès lors que la nouvelle mise à jour a été effectuée.
La légalité des AAC via le protocole d’accord, ainsi que les nouvelles règles du marché, sont reconnues dans une décision du Conseil d’État en date du 6 mars 2013.

### Le décret Harry Potter (2017-2018)
En avril 2017, un projet de décret a été déposé devant la Commission Européenne par la Délegation à la sécurité routière (DSR) visant à interdire la diffusion, par l'intermédiaire des services électroniques d'aide à la conduite ou à la navigation, tout message de nature à signaler les opérations de police dans certains périmètres. Le projet de loi "Harry Potter", surnommé ainsi en référence à la cape d'invisibilité du célèbre sorcier Harry Potter, entendait ainsi faire interdire le relais des informations relatives à la présence de police dans 4 situations exceptionnelles que sont les alertes enlèvements, les alertes attentats, les contrôles d'alcoolémie et les contrôles de stupéfiants. Initialement intégrée à l'article 24 du projet de loi d'orientation des mobilités publié en août, cette mesure a été retirée du texte présenté en Conseil des Ministres le 26 novembre 2018.

## Produits

### Boîtiers
- Coyote Classic (Janvier 2006) : l'original, en forme d’œil[20].
- Coyote Mini (2007), Eagle (2008) puis Rider (moto) : compact et écran monochrome, ce sont les V1[21].
- Coyote Nav / GoodKap : premier GPS connecté avec alertes en temps réel.
- Coyote Mini V2 (2009) puis Rider V2 (moto) : avec écran couleur[22].
- Coyote Nav V2 : GPS connecté avec alertes en temps réel.
- Coyote Mini Plus (2010) puis Rider Plus (moto) : évolution du V2[23].
- Coyote à la Carte / OYO : usage occasionnel, écran 2".
- Nouveau Coyote Mini : écran tactile 3,2".
- Coyote S (2014) : écran 4" avec dashcam intégrée.
- Coyote Mini (2015) : écran 3,2" et commande vocale.
- Coyote Nav+ (2017) : GPS connecté avec alertes en temps réel, écran tactile 5,5" et assistant vocal.
- Coyote UP (2019) : écran tactile 3,5" et assistant vocal[24].
- Coyote MAX (2024) : Assistant vocal amélioré avec language naturel. Nouvelle présentation de l'approche des zones de dangers.

### Application smartphone
L'application payante Coyote est disponible sur les smartphones utilisant les plateformes suivantes : iPhone et Android. En 2018, la société a annoncé son entrée dans le programme développeurs de CarPlay et le développement d'une application compatible.

### Solutions embarquées
Coyote Series est développée spécialement pour les constructeurs automobiles. Les dangers, les perturbations remontées par la communauté et les limitations de vitesse dans les alertes s’affichent directement sur l’écran du véhicule. Pour en profiter, il suffit d'activer l'option au moment de l’achat du véhicule pour profiter des alertes.
Compatible avec Renault (R-Link et R-Link 2), Toyota et PSA.

### Mirroring
Le mirroring, ou réplication d’écran, permet de profiter des applications compatibles du smartphone sur l’écran du véhicule grâce à un simple branchement par câble. L’application Coyote est certifiée MirrorLink, et est donc reconnue comme non distrayante et parfaitement adaptée à l’utilisation en voiture. La consommation data pour l’utilisation de Coyote en mirroring est imputée au forfait téléphonique. L’application Coyote est aussi disponible avec le système InControl Apps™ de Land Rover.

## Abonnements
Pour bénéficier des services Coyote, les utilisateurs rejoignent la Communauté en souscrivant à un abonnement payant. Ce modèle économique permet à l'entreprise de rester financièrement indépendante.

## Services

### Les alertes
- Zone de danger (danger temporaire, danger permanent, danger en mouvement).
- Sécurité (route glissante, conditions dangereuses, véhicule à contresens, véhicule arrêté, chaussée dégradée, visibilité réduite, objet sur la voie, accident, rétrécissement).
- Infos trafic (bouchon faible, moyen ou fort).
- Navigation (calcul d'itinéraire, guidage, redirection en fonction du trafic).

### Carte info trafic en temps réel
En février 2017, Coyote lance sa carte Info trafic en temps réel, enrichie de toutes les perturbations remontées par la Communauté.

### Coyote Business
En 2017, Coyote fait l’acquisition de Traqueur, expert dans le secteur des solutions d’après-vol et de gestion de flotte automobile. Grâce à cela, Coyote s’implante sur le secteur du B-to-B et enrichit son offre destinée aux entreprises, COYOTE Business, qui associe désormais trois services : alerting, gestion de flotte et récupération de véhicules volés.

### Coyote Secure
Coyote complète son offre grand public par un service de récupération de véhicules volés grâce à la technologie de Traqueur.
Grâce à un boîtier autonome dissimulé dans le véhicule et à un partenariat avec les forces de l'ordre, Coyote Secure permet de localiser et de récupérer le véhicule en cas de vol. La technologie radio unique permet de détecter les véhicules en souterrain et zone blanche, partout en Europe.

## Pays couverts
Note : l'utilisation d'un outil Coyote est illégale dans certains pays, et notamment (sans que cette liste ne soit exhaustive) l'Autriche et la Suisse
Liste des pays couverts par le service Coyote :
- Allemagne
- Angleterre
- Belgique
- Croatie
- Irlande
- Italie
- Espagne
- Finlande
- France
- Grèce
- Hongrie
- Norvège
- Pays-Bas
- Pologne
- Portugal
- République tchèque
- Roumanie
- Slovénie
- Suède

La fonction « éclaireurs » est disponible dans les pays suivants : France, Belgique, Luxembourg, Pays-Bas, Italie et Espagne[réf. nécessaire].

## Solutions concurrentes
Les principaux concurrents de Coyote sont Waze, Wikango et Inforad.